# Phallostethus
Phallostethus is een geslacht van straalvinnige vissen uit de familie van dwergaarvissen (Phallostethidae).

## Soorten
De volgende soorten zijn bij het geslacht ingedeeld:
- Phallostethus cuulong Shibukawa, Tran & Tran, 2012[2]
- Phallostethus dunckeri Regan, 1913
- Phallostethus lehi Parenti, 1996